# Hadogenes granulatus
Espèce
Hadogenes granulatus est une espèce de scorpions de la famille des Hormuridae.

## Distribution
Cette espèce se rencontre au Botswana, au Zimbabwe, au Mozambique et en Zambie.

## Description
Le mâle holotype mesure 191 mm.

## Publication originale
- Purcell, 1901 : On some South African Arachnida belonging to the orders Scorpiones,Pedipalpi and Solifugae. Annals of the South African Museum, vol. 2, p. 137-225 (texte intégral).